# Karhejärvi
Karhejärvi är en sjö i Finland. Den ligger i Ylöjärvi stad i landskapet Birkaland, i den sydvästra delen av landet, 190 km norr om huvudstaden Helsingfors. Karhejärvi ligger 107,2 meter över havet. Arean är 2,95 kvadratkilometer och strandlinjen är 27,56 kilometer lång. Sjön  ingår i Kumo älvs huvudavrinningsområde.   I omgivningarna runt Karhejärvi växer i huvudsak blandskog.
I övrigt finns följande i Karhejärvi:
- Nikinsaari (en ö)